# قبيط ملايا
قبيط ملايا أو قبيط ماليزي أو قبيط متوج (الاسم العلمي Polyplectron malacense)، طير من القبيط وينتمي إلى فصيلة التدرجية.